# 王淮湘
王淮湘（1920年—2013年2月23日），原名王淮相，山东寿光台头镇南台头村人。中华人民共和国政治人物、中国人民解放军高级政工指挥员。

## 生平
1937年9月加入中国共产党。1937年12月，王淮湘任八路军鲁东抗日游击队第8支队战士。1938年3月，王淮湘任第8支队政治宣传科干事、组织科干事。1939年4月起任八路军山东纵队8支队特务连政治指导员。1940年5月起任一团政治处组织股股长、总支书记。1942年10月起任八路军山东纵队1旅政治部组织干事。1943年2月起任山东纵队1旅1团1营政治教导员。1945年4月起任山东军区政治部组织部组织科副科长。第二次国共内战期间，1945年9月起任辽东军区政治部组织科科长。1948年6月起东北野战军第五纵队政治部组织部副部长、第四野战军第四十二军政治部组织部部长、1949年4月起任125师政治部主任。
1950年10月担任中国人民志愿军125师副政委兼政治部主任参加抗美援朝。1950年10月下旬任中朝联军敌后游击支队第2支队支队长兼政委，第125师375团团长赵立贤任副支队长，率第375团第1营与朝鲜孟山郡委员会、宁远郡委员会地方党政干部，深入战线敌后的德川东南、孟山郡、宁远执行游击、侦察、宣传（志愿军入朝）、摧毁韩方地方武装、牵制韩第二军团北进、联络敌后的朝鲜人民军方虎山第5军团与朝鲜江原道地方党政机关的任务。1951年6月起代理第125师政委。1952年10月30日随部队归国后担任沈阳军区政治部干部部副部长。1957年，任沈阳军区政治部干部部副部长。1960年5月，任沈阳军区政治部干部部部长。1961年3月任第16军副政委。1963年3月，升任中国人民解放军第16军政委；1964年4月晋升少将军衔。1967年6月，任总政治部保卫部部长，未到职。1968年3月6日，任吉林省革命委员会首任主任。1969年，兼任沈阳军区副政委、吉林省军区第一政委。1971年，兼任中共吉林省委第—书记。1975年9月起不再兼任第16军政委。文化大革命结束后，1977年2月调离吉林省，1977年5月任武汉部队副政委。
在任期間，夥同单奎章，批鬥中国科学院长春光学精密机械研究所一百六十六人、长春应用化学研究所一百十一名老科学家和青年科技人员打成特务，造成國家重大損失，1977年12月被隔离审查。1985年2月在整党中被开除党籍。在開除前曾获二级独立自由勋章、二级解放勋章。是中共第九届、十届中央委员。1986年退休。